# Liste des chapitres de Yotsuba & !
Cet article contient la liste des volumes du manga Yotsuba & ! de Kiyohiko Azuma.

## Liste des volumes
| no | Japonais          | Japonais          | Français          | Français          |
| no | Date de sortie    | ISBN              | Date de sortie    | ISBN              |
| --- | ----------------- | ----------------- | ----------------- | ----------------- |
| 1 | 27 août 2003      | 978-4-8402-2466-6 | 17 août 2006      | 978-2-35142-071-3 |
| Liste des chapitres : - 01 - Yotsuba et le déménagement (よつばとひっこし, Yotsuba to hikkoshi) - 02 - Yotsuba et dire bonjour (よつばとあいさつ, Yotsuba to aisatsu) - 03 - Yotsuba et le réchauffement climatique (よつばと地球温暖化, Yotsuba to chikyūondanka) - 04 - Yotsuba et la télé (よつばとテレビ, Yotsuba to terebi) - 05 - Yotsuba et les courses (よつばとかいもの, Yotsuba to kaimono) - 06 - Yotsuba et la chasse aux cigales (よつばとせみとり, Yotsuba to semitori) - 07 - Yotsuba et l'averse (よつばとおおあめ, Yotsuba to ōame)                                       |                   |                   |                   |                   |
| 2 | 27 avril 2004     | 978-4-8402-2674-5 | 12 octobre 2006   | 978-2-35142-072-0 |
| Liste des chapitres : - 08 - Yotsuba et le dessin (よつばとおえかき, Yotsuba to oekaki) - 09 - Yotsuba et la vengeance (よつばと復讐, Yotsuba to fukushū) - 10 - Yotsuba et le gâteau (よつばとケーキ, Yotsuba to kēki) - 11 - Yotsuba et no problem (よつばとどんまい, Yotsuba to donmai) - 12 - Yotsuba et la piscine (よつばとプール, Yotsuba to purū) - 13 - Yotsuba et la grenouille (よつばとかえる, Yotsuba to kaeru) - 14 - Asagi et les souvenirs (あさぎのおみやげ, Asagi no omiyage)                                                                                            |                   |                   |                   |                   |
| 3 | 27 novembre 2004  | 978-4-8402-2895-4 | 14 décembre 2006  | 978-2-35142-073-7 |
| Liste des chapitres : - 15 - Yotsuba et les souvenirs (よつばとおみやげ, Yotsuba to omiyage) - 16 - Yotsuba et Asagi (よつばとあさぎ, Yotsuba to Asagi) - 17 - Yotsuba et le fleuriste (よつばとフラワー, Yotsuba to furawā) - 18 - Yotsuba et la fête des morts (よつばとお盆, Yotsuba to obon) - 19 - Yotsuba et l'éléphant (よつばとぞう, Yotsuba to zō) - 20 - Yotsuba et le feu d'artifice ? (よつばと花火大会？, Yotsuba to hanabi taikai?) - 21 - Yotsuba et le feu d'artifice ! (よつばと花火大会！, Yotsuba to hanabi taikai!)                                                    |                   |                   |                   |                   |
| 4 | 27 août 2005      | 978-4-8402-3163-3 | 8 mars 2007       | 978-2-35142-074-4 |
| Liste des chapitres : - 22 - Yotsuba et le défi (よつばと勝負, Yotsuba to shōbu) - 23 - Yotsuba et la pêche (よつばと釣り, Yotsuba to tsuri) - 24 - Yotsuba et le dîner (よつばとばんごはん, Yotsuba to bangohan) - Spécial - Yotsuba et les strips (よつばと4コマ, Yotsuba to yonkoma) - 25 - Yotsuba et l'âge tendre (よつばとせいしゅん, Yotsuba to toei shun) - 26 - Yotsuba et le journal (よつばとしんぶん, Yotsuba to shinbun) - 27 - Yotsuba et la lyriste (よつばとつくつくぼうし, Yotsuba to tsukutsukubōshi)                                                                    |                   |                   |                   |                   |
| 5 | 28 avril 2006     | 978-4-8402-3441-2 | 14 juin 2007      | 978-2-35142-153-6 |
| Liste des chapitres : - 28 - Yotsuba et Cartox (よつばとダンボー, Yotsuba to danbō) - 29 - Yotsuba et le coup de main (よつばとてつだい, Yotsuba to tetsudai) - 30 - Yotsuba et Yanda (よつばとやんだ, Yotsuba to yanda) - 31 - Yotsuba et les étoiles (よつばとほし, Yotsuba to hoshi) - 32 - Yotsuba et la pluie (よつばとあめ, Yotsuba to ame) - 33 - Yotsuba et le beau temps (よつばとはれ, Yotsuba to hare) - 34 - Yotsuba et la mer (よつばとうみ, Yotsuba to umi) |                   |                   |                   |                   |
| 6 | 16 décembre 2006  | 978-4-8402-3702-4 | 13 septembre 2007 | 978-2-35142-210-6 |
| Liste des chapitres : - 35 - Yotsuba et le recyclage (よつばとリサイクル, Yotsuba to risaikuru) - 36 - Yotsuba et le vélo (よつばとじてんしゃ, Yotsuba to jitensha) - 37 - Yotsuba et la balade (よつばとポタリング, Yotsuba to potaringu) - 38 - Yotsuba et le vendredi (よつばときんようび, Yotsuba to kinyōbi) - 39 - Yotsuba et le lait (よつばとぎゅうにゅう, Yotsuba to gyūnyū) - 40 - Yotsuba et la livraison (よつばとはいたつ, Yotsuba to haitatsu) - 41 - Yotsuba et l'étagère (よつばとほんだな, Yotsuba to hondana)                                                            |                   |                   |                   |                   |
| 7 | 27 septembre 2007 | 978-4-8402-4053-6 | 21 août 2008      | 978-2-35142-344-8 |
| Liste des chapitres : - 42 - Yotsuba et le téléphone (よつばとでんわ, Yotsuba to denwa) - 43 - Yotsuba et le jour des anciens (よつばとけいろうのひ, Yotsuba to keirō no hi) - 44 - Yotsuba et la fièvre (よつばとねつ, Yotsuba to netsu) - 45 - Yotsuba et la pâtisserie (よつばとぱちしえ, Yotsuba to pachishie) - 46 - Yotsuba et les commissions (よつばとおつかい, Yotsuba to otsukai) - 47 - Yotsuba et le voyage (よつばとしゅっぱつ, Yotsuba to shuppatsu) - 48 - Yotsuba et la ferme (よつばとぼくじょう, Yotsuba to bokujō)                                                      |                   |                   |                   |                   |
| 8 | 27 août 2008      | 978-4-04-867151-4 | 12 février 2009   | 978-2-35142-395-0 |
| Liste des chapitres : - 49 - Yotsuba et les contraires (よつばとあべこべ, Yotsuba to abekobe) - 50 - Yotsuba et le restaurant (よつばとれすとらん, Yotsuba to resutoran) - 51 - Yotsuba et la fête de l'école (よつばと文化祭, Yotsuba to bunkasai) - 52 - Yotsuba et le typhon (よつばとたいふう, Yotsuba to taifū) - 53 - Yotsuba garde la maison (よつばとるすばん, Yotsuba to rusuban) - 54 - Yotsuba et la fête de quartier (よつばとおまつり, Yotsuba to omatsuri) - 55 - Yotsuba et les glands (よつばとどんぐり, Yotsuba to donguri)                                               |                   |                   |                   |                   |
| 9 | 27 novembre 2009  | 978-4-04-868247-3 | 1 juillet 2010    | 978-2-35142-537-4 |
| Liste des chapitres : - 56 - Yotsuba et les prévisions (よつばとよてい, Yotsuba to yotei) - 57 - Yotsuba et Carotide (よつばとジュラルミン, Yotsuba to jurarumin) - 58 - Yotsuba et le café (よつばとコーヒー, Yotsuba to kōhī) - 59 - Yotsuba et les grillades (よつばとやきにく, Yotsuba to yakiniku) - 60 - Yotsuba et l'invitation (よつばとらいきゃく, Yotsuba to raikyaku) - 61 - Yotsuba et les montgolfières (よつばとききゅう, Yotsuba to kikyū) - 62 - Yotsuba dans le ciel (よつばとそら, Yotsuba to sora)                                                                      |                   |                   |                   |                   |
| 10 | 27 novembre 2010  | 978-4-04-870143-3 | 10 novembre 2011  | 978-2-35142-660-9 |
| Liste des chapitres : - 63 - Yotsuba et les blocs (よつばとあそぶ, Yotsuba to asobu) - 64 - Yotsuba et les pancakes (よつばとホットケーキ, Yotsuba to hottokēki) - 65 - Yotsuba et Jumbo (よつばとジャンボ, Yotsuba to janbo) - 66 - Yotsuba et Yamada (よつばとでんきや, Yotsuba to denkiya) - 67 - Yotsuba et l'électroménager (よつばとかでん, Yotsuba to kaden) - 68 - Yotsuba et le mensonge (よつばとうそ, Yotsuba to uso) - 69 - Yotsuba et les retrouvailles (よつばとさいかい, Yotsuba to saikai)                                                                                 |                   |                   |                   |                   |
| 11 | 26 novembre 2011  | 978-4-04-886097-0 | 14 juin 2012      | 978-2-35142-771-2 |
| Liste des chapitres : - 70 - Yotsuba et les nouilles (よつばとうどん, Yotsuba to ōdon) - 71 - Yotsuba et la pizza (よつばとピザ, Yotsuba to piza) - 72 - Yotsuba et les bulles (よつばとしゃぼんだま, Yotsuba to shabondama) - 73 - Yotsuba et le marrons (よつばとくりひろい, Yotsuba to kurihiroi) - 74 - Yotsuba et les photos (よつばとカメラ, Yotsuba to kamera) - 75 - Yotsuba et l'amitié (よつばとともだち, Yotsuba to tomodachi) - 76 - Yotsuba et ... (よつばと・・・・・・, Yotsuba to.......)                                                                                  |                   |                   |                   |                   |
| 12 | 9 mars 2013       | 978-4-04-891352-2 | 12 septembre 2013 | 978-2-35142-904-4 |
| Liste des chapitres : - 77 - Yotsuba et Torako (よつばととらこ, Yotsuba to Torako) - 78 - Yotsuba et le bleu (よつばとあおいろ, Yotsuba to aoiro) - 79 - Yotsuba et le casque (よつばとヘルメット, Yotsuba to herumetto) - 80 - Yotsuba et Halloween (よつばとハロウィン, Yotsuba to Harowin) - 81 - Yotsuba et le camping (1) (よつばとキャンプ(前), Yotsuba to kyanpu (Mae)) - 82 - Yotsuba et le camping (2) (よつばとキャンプ(後), Yotsuba to kyanpu (Go)) |                   |                   |                   |                   |
| 13 | 27 novembre 2015  | 978-4-04-865594-1 | 25 août 2016      | 978-2-36852-395-7 |
| Liste des chapitres : - 83 - Yotsuba et la branche etc. (よつばとえだなど, Yotsuba to Eda Nado) - 84 - Yotsuba et le bac à sable (よつばとすなば, Yotsuba to Sunaba) - 85 - Yotsuba et la nuit (よつばとよる, Yotsuba to Yoru) - 86 - Yotsuba et les cadeaux (よつばとおみやげ, Yotsuba to Omiyage) - 87 - Yotsuba et le ménage (よつばとそうじ, Yotsuba to Sōji) - 88 - Yotsuba et mamie (よつばとばーちゃん, Yotsuba to Bā-chan) - 89 - Yotsuba et le monstre noir (よつばとくろいおばけ, Yotsuba to Kuroi Obake) - 90 - Yotsuba et aujourd'hui (よつばといちにち, Yotsuba to Ichinichi) |                   |                   |                   |                   |
| 14 | 28 avril 2018     | 978-4-04-893705-4 | 14 février 2019   | 978-2-36852-716-0 |
| Liste des chapitres : - 91 - Yotsuba et le travail (よつばとしごと, Yotsuba to Shigoto) - 92 - Yotsuba et le yoga (よつばとヨガ, Yotsuba to Yoga) - 93 - Yotsuba et les princesses (よつばとひめさま, Yotsuba to Hime-sama) - 94 - Yotsuba et la veille du départ (よつばとその前日, Yotsuba to Sono Zenjitsu) - 95 - Yotsuba et Harajuku (よつばと原宿, Yotsuba to Harajuku) - 96 - Yotsuba et le parc Yoyogi (よつばと代々木公園, Yotsuba to Yoyogi Kōen) - 97 - Yotsuba et le déjeuner (よつばとランチ, Yotsuba to Ranchi)                                                              |                   |                   |                   |                   |
| 15 | 27 février 2021   | 978-4-04-913597-8 | 19 août 2021      | 978-2-38071-229-2 |
| Liste des chapitres : - 98 - Yotsuba et les chaussettes (よつばと靴下, Yotsuba to Kutsushita) - 99 - Yotsuba et le jus de banane (よつばとバナナジュース, Yotsuba to Bananajūsu) - 100 - Yotsuba et les cailloux (よつばといし, Yotsuba to Ishi) - 101 - Yotsuba et les révisions (よつばとしけんべんきょう, Yotsuba to Shiken Benkyō) - 102 - Yotsuba et la peinture (よつばとえのぐ, Yotsuba to Enogu) - 103 - Yotsuba et le livre (よつばとほん, Yotsuba to Hon) - 104 - Yotsuba et le cartable (よつばとランドセル, Yotsuba to Randoseru)                                              |                   |                   |                   |                   |
| 16 | 26 février 2025   | 978-4-04-916194-6 |                   |                   |
| Liste des chapitres : - 105 - よつばとクリスマスツリー（前編） (Yotsuba to Kurisumasuturī) - 106 - よつばとクリスマスツリー（後編） (Yotsuba to Kurisumasuturī) - 107 - よつばとおみせ (Yotsuba to o Mise) - 108 - よつばとなかよく (Yotsuba to Nakayoku) - 109 - よつばとやまのぼり (前編) (Yotsuba to Yamanobori) - 110 - よつばとやまのぼり (後編) (Yotsuba to Yamanobori) - 111 - よつばとてっぺん (前編) (Yotsuba to Teppen) - 112 - よつばとてっぺん (後編) (Yotsuba to Teppen) |                   |                   |                   |                   |
| - |                   |                   |                   |                   |
| Liste des chapitres : - 113 - よつばとしゅみ (Yotsuba to Shumi) |                   |                   |                   |                   |